# Badiola
Badiola è una frazione del comune di Marsciano (PG).
Il paese, 256 m s.l.m., 294 abitanti , si trova all'estremo nord-est del territorio marscianese, al confine con il comune di Perugia, nelle vicinanze di Sant'Enea, Villanova, San Biagio della Valle e Pila. Tra Badiola e Sant'Enea scorre il torrente Genna. Paese ordinato e tranquillo, Badiola offre paesaggi della media collina umbra.

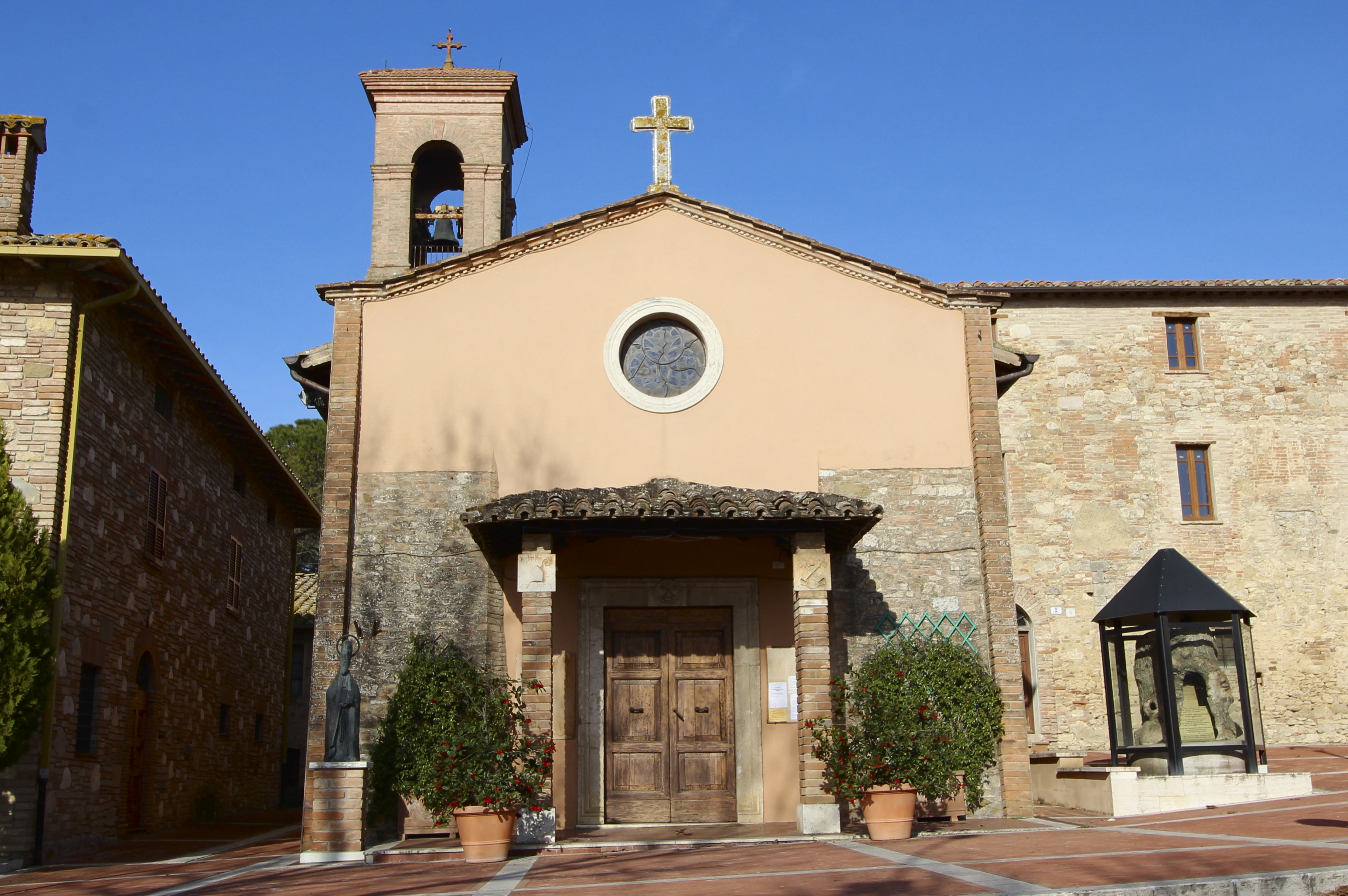
La chiesa di San Benedetto

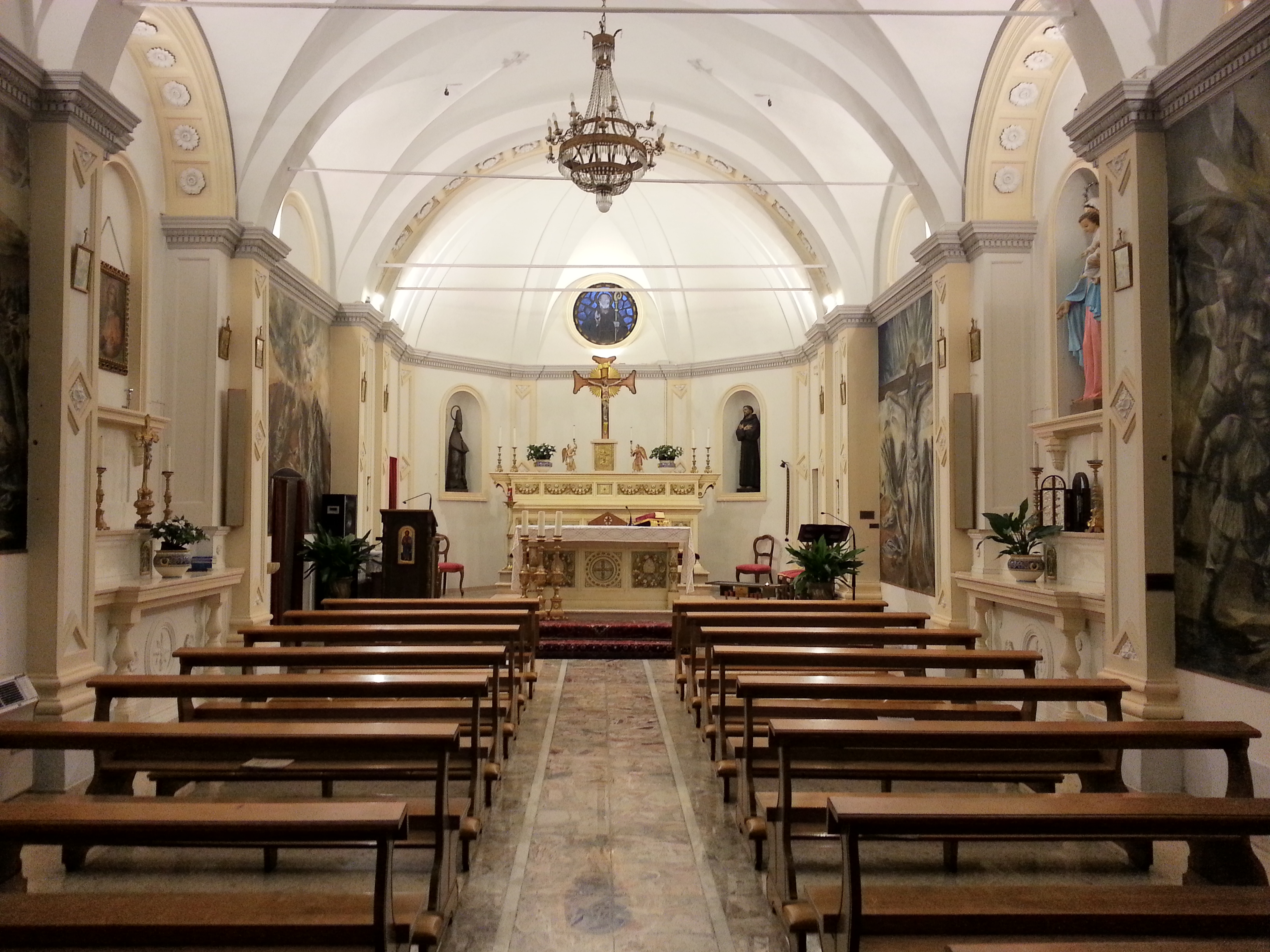
Interni Chiesa di San Benedetto

## Storia
Le prime notizie su Badiola risalgono all'anno 1045. A quel tempo Badiola era una piccola abbazia benedettina occupata da pochi monaci e con scarse rendite. Essa era un antichissimo diritto del Monastero di S. Pietro di Perugia, al quale anticamente il rettore pagava il canone di una corba di grano all'anno, corrispondente ad una grossa cesta.
La denominazione odierna è frutto di un insieme di variazioni avvenute nei secoli a partire dall'originaria S. Benedetto di Pietro Valliola; con tale nome se ne conferma il possesso all'Abate Bonizzoni da Papa Gregorio VI.
Nei diplomi imperiali di Federico I (1163) ed Arrigo VI (1196) è nominata San Benedetto dell'Abbazia.
Nel 1331 nei registri di Ugolino da Monte Vibiano, abate di S. Pietro, è espressamente chiamata Ecclesia Santi Benedicti di Abbadiola Vallis Uberti.
Un contratto del venerdì 8 gennaio 1496 stipula che Tommaso di Marco Silvestro, di Perugia Porta Eburnea, concede a cottimo ad Anselmo di Angelo, del Castello di Badiola, un podere lavorativo con casa sito nelle pertinenze di Pila, nel vocabolo Santa Maria del Cerreto.
Il 23 settembre 1497 è unita in un'unica parrocchia con la vicina Pilonico, poiché entrambe non erano in grado di pagare le rette al Monastero di S. Pietro. Nel 1508 la chiesa fu visitata dall'Abate Don Ignazio Manfredi, il quale vedendola angusta propose al popolo di rifarla, come difatti avvenne, essendosi il monastero tassato per 8 fiorini e il popolo per 30.  Poco tempo dopo, però, le due parrocchie vennero di nuovo separate, ma non se ne sa con certezza in che anno. Nel 1570 un osservatore apostolico in visita ordinò la costruzione dell'abitazione del Parroco, ma il Monastero di San Pietro si oppose alla decisione.
All'interno del castello di Badiola, limitrofo alla casa della Famiglia Bruschi, si hanno notizie dell'esistenza di un ospedale, che intorno al 1620 andò in rovina.
Da un censimento del 3 maggio 1649, i cui documenti sono conservati presso la curia vescovile, risulta che le anime erano 95, i morti dal 1639 in poi erano 22, i matrimoni 5. Si legge inoltre "che non ci sono bestemmiatori, persone di malavita o scandalose; dalla Santa Pasqua si sono comunicati tutti": il parroco era un tal don Costantino.
Intorno al 1760 si hanno notizie dell'esistenza della Confraternita del SS. Sacramento e del Suffragio, i cui confratelli hanno una veste bianca con mazzette nere, che usavano per funzioni e processioni. Tuttora le suddette vesti vengono usate per le processioni solenni.
Nel 1763 il parroco era don Domenico Ricci, dello stesso castello di Badiola.
Nel 1864 don Costantino Battaglia, allora parroco, ottenne l'approvazione del Vescovo per la costruzione di un organo per la chiesa: nella lettera si legge che viene aiutato economicamente dalla famiglia Duranti, precisamente da Carlo e Francesco.
Da una visita pastorale del 1881 risulta l'esistenza di due piccole chiese: una intitolata a S. Francesco Saverio, di proprietà della Famiglia Granier, benedetta dal Vescovo nel 1880; l'altra di S. Marta, situata al vocabolo il Colle. Quest'ultima, restaurata negli anni '80, evidenzia nei suoi affreschi anche le immagini delle "Quattro Virtù".
Nel 1895 si termina la costruzione del cimitero, nonostante inizialmente il Comune di Marsciano avesse ordinato che il paese si servisse del cimitero di Spina.
Anche il paese di Badiola ha dato il proprio contributo allo stato italiano, durante la prima guerra mondiale: una lapide sita sul campanile ricorda i nomi dei caduti nella Grande Guerra.
La seconda guerra mondiale è entrata nel vivo della vita di Badiola: infatti, i Tedeschi vi installarono per circa un anno un loro posto di smistamento ed approvvigionamento per il fronte di Cassino. Fortunatamente, grazie alla rinuncia da parte degli Alleati ad uno scontro con i Tedeschi, non ci sono state battaglie.
Nel 1861 a Badiola c'erano 188 abitanti, nel 1871 erano 351 e secondo dati ISTAT nel 1951 gli abitanti erano 206 e nel 1981 erano 254,poi l'urbanizzazione ha congelato la crescita del paese, anzi,dal 1981 gli abitanti da 254 sono 103.
(Amato Amati, Dizionario Corografico dell'Italia 1867)
(1810 "Stato dei beni urbani, e rustici situati nei dipartimenti di roma, e del Trasimeno destinati al rimborso del debito pubblico in conformità del decreto imperiale de' 5 agosto 1810")
(Giovanni Battista Rampoldi, nel suo libro del 1832 "Corografia dell'Italia")
(Massimo Fabi, nel suo libro del 1852 "Corografia dell'Italia")
(Adone Palmieri, nel suo libro del 1857 "Topografia statistica dello stato pontificio ossia breve descrizione delle città e paesi loro malattie predominanti commercio, industria, agricoltura, istituti di pubblica beneficenza santuari, acque potabili e minerali, popolazione ... ")

## Monumenti e luoghi d'arte
- Chiesa parrocchiale di San Benedetto, intitolata al santo che è anche patrono del paese. Reca scolpito sul portale cinquecentesco lo stemma del monastero benedettino di San Pietro in Perugia che ne aveva la proprietà, ospita al suo interno un affresco del pittore Carlo Dell'Amico, realizzato in occasione del XV centenario della chiesa, e una statua lignea della Madonna di medie dimensioni e molto ben conservata.
- Castello di Badiola;
- Chiesa di S. Marta;
- Olmo plurisecolare;
- Monumento ai caduti della I Guerra Mondiale;
- Monumento di San Benedetto da Norcia, costruito nel 2005.

## Società
Abitanti censiti